# Geoff Tate
Geoffrey Wayne Tate (Stuttgart, 14 de janeiro de 1959) é um cantor estadunidense, nascido na Alemanha. Ele é mais conhecido por seus trabalhos como vocalista na banda de metal progressivo Queensrÿche.

## Carreira
Geoff Tate é um high baritone (barítono que tem sua tessitura com vozes mais agudas que um barítono comum) que esteve ao lado do Queensrÿche que lançou álbuns como o EP Queen of the Reich, os álbuns The Warning, Rage for Order, Operation: Mindcrime e Empire.
Atualmente, ele segue em turnê com sua banda Operation Mindcrime.
Tudo começou em 1982 quando Chris DeGarmo (guitarrista) criou sua banda e chamou seu amigo de colégio Michael Wilton (guitarrista), posteriormente veio Eddie Jackson (baixista) e Scott Rockenfield (baterista), eles estavam precisando de um vocalista para alguns trabalhos e então chamaram Geoff Tate (que estava em outra banda), o material ficou bom mas Geoff não queria deixar sua banda, porém após o sucesso de seus trabalhos com o The Mob (nome antigo da banda) ele acabou por ir para o The Mob.
Em 1983 eles precisariam lançar o EP da banda, porém, "The Mob" já era registrado para outra banda, então  tiveram que mudar o nome e o escolhido foi baseado em na primeira faixa do EP, Queen of The Reich, assim se tornando Queensrÿche (queen's reich), então o EP Queensrÿche foi lançado, aqueles vocais operáticos com bastante registros agudos em suas melodias vocais eram a sua marca desde então, mas como muitos cantores extraordinários, Geoff Tate fumava cigarros, que no futuro traria consequências.
Em 1984 foi lançado o primeiro álbum deles, o The Warning, que segue as mesmas características musicais do EP Queensrÿche, tendo músicas como Take Hold of The Flame e En Force que ainda sim mostrava a potência, sustentação e qualidade de seu registro agudo.
De 1986 a 1988, era lançado o Rage For Order, o auge da voz de Geoff havia terminado, porém ainda assim era um ótimo vocalista, não intocável mais e a voz de Tate já encaminhava aquele som característico de Operation: Mindcrime e aparentemente ele havia conquistado mais controle sobre sua própria voz, mesmo sendo um vocalista de heavy metal intocável até então, ele foi deixando de lado composições com voz de cabeça (tipo de registro muito parecido com o falsete só que poderoso) e foi focando em vozes mistas e belting (ainda característico dele) continuando raramente a mostrar seus registros graves mas ele começou a cantar de forma diferente e a posicionar de forma peculiar sua laringe, palato e o resto de sua fisiologia vocal, o que começou a causar danos reais à sua voz. Com a chegada de Operation: Mindcrime em 1988 sua voz em seus registros agudos estava ainda mais potente e poderosos, mesmo não mais seguindo as premissas de The Warning e do EP Queensrÿche com agudos acima de E5 como o foco das melodias.
Em 1988 a 1989, na turnê do Operation: Mindcrime, a voz dele estava esplêndida, não comparado ao seu auge de 1982 a 1986 mas estava, porém, por conta da nova maneira de cantar desenvolvida no Rage For Order e por fumar demais durante as turnês, em 1989 ele começou a apresentar perda e fraqueza na voz, deixando de soar como um high baritone para soar como um simples barítono.
Em 1990 era lançado o álbum Empire que trouxe hits como Silent Lucidity, Jet City Woman e Empire, bem parecido com as linhas de composição de Operation: Mindcrime porém agora seguindo mais um padrão barítono comum, a partir desse álbum Geoff começou a mostrar frequentemente seus registros graves, Geoff não conseguia mais cantar suas músicas antigas e até faixas do Operation: Mindcrime como Eyes Of A Stranger que até então era o penúltimo álbum antes do Empire, com seu registro agudo totalmente fraco e desaparecido, Tate começou a reeducar a maneira de cantar mas até ai ele só estava prejudicando ainda mais a sua voz pelo uso do cigarro.
Em 1997 com o lançamento de álbum grunge do Queensrÿche, Tate tinha deixado de fumar e seus registros agudos, por surpresa, começaram a reaparecer e aos poucos foi recuperando sua potência e poder com seus agudos porém seus registros graves eram agora as melhores cartas de Tate, desde então Chris DeGarmo, o guitarrista fundador e gênio compositor da banda saiu e as composições foram seriamente afetadas a partir daí.
De 2005 a 2009 Tate ganhou um rasgado em sua voz (por conta que a voz envelhece com o tempo) e sua voz conseguiu recuperar grande parte do timbre pré Empire, para surpresa de Tate, com o fim de fumar ele conseguiu recuperar a voz, mesmo que envelhecida.
Em 2009 a voz de Geoff envelheceu naturalmente e notas no registro agudo acima de C5 já estavam totalmente sem qualidade e totalmente anasaladas com pouco poder, ou seja, fracas mas a sustentação na voz, vibrato e timbre ainda estavam ótimos, ainda podia cantar com a voz mista e belting a B4/C5.
De 2012 até atualmente, ele foi demitido do Queensrÿche, após em uma turnê, cuspir no baterista Chris Rockenfield e por outras brigas e motivos, saiu da banda e formou outra com o mesmo nome, Queensrÿche, perdeu o nome na justiça para a banda original, então mudou o nome de sua banda para Operation: Mindcrime, ele pela segunda vez em sua carreira se reinventou, voltou a conseguir atingir notas no registro agudo e deixando sua voz melhor, até indo cantar no Avantasia para um projeto, e desde o século passado, largou o cigarro.